# OFK Vrbas
Omladinski Fudbalski Klub Vrbas (serb.: Омладински Фудбалски Клуб Врбас) – serbski klub piłkarski z siedzibą w Vrbasie (w okręgu południowobackim, w Wojwodinie). Został utworzony w 1969 roku, jako FK Vrbas. Obecnie występuje w Zonskiej lidze (4. poziom serbskich rozgrywek piłkarskich), w grupie Vojvodinska liga Sjever. Od 2007 roku klub występuje w rozgrywkach jako OFK Vrbas, wcześniej w latach 1969–2007 występował w rozgrywkach jako FK Vrbas. Nazwa Omladinski Fudbalski Klub po polsku oznacza "Młodzieżowy Piłkarski Klub".

## Historia
Klub powstał 27 sierpnia 1969 roku jako FK Vrbas w wyniku fuzji dwóch lokalnych klubów: OFK Vrbas i FK Kombinat. W czasach Socjalistycznej Federacyjnej Republiki Jugosławii najwyższym poziomem rozgrywek piłkarskich w których "FK Vrbas" występował to rozgrywki Drugiej ligi SFR Јugoslavije, gdzie klub występował 10 sezonów: 1974/75-75/76, 1977/78, 1979/80-1980/81, 1983/84-1986/87 i 1991/92. 
W czasach Federalnej Republiki Jugosławii "FK Vrbas" 7 sezonów występował w rozgrywkach Drugiej ligi SR Јugoslavije: sezon 1992/93 i sezony 1998/99-2003/04.
W 2007 roku FK Vrbas z powodu kłopotów finansowych zbankrutował i od sezonu 2007/08 klub rozpoczął występy w rozgrywkach od najniższego poziomu serbskich rozgrywek piłkarskich jako OFK Vrbas.

## Stadion
Klub rozgrywa swoje mecze domowe na stadionie Stadion Šlajz w Vrbasie, który może pomieścić 2.500 widzów.

## Sezony
| Sezon                          | Liga                                                  | Poziom | Miejsce |
| Federalna Republika Jugosławii |                                                       |        |         |
| 1999/00                        | Druga liga SR Јugoslavije – Grupa Sjever (Północ)     | II     | 5       |
| 2000/01                        | Druga liga SR Јugoslavije – Grupa Sjever (Północ)     | II     | 7       |
| 2001/02                        | Druga liga SR Јugoslavije – Grupa Sjever (Północ)     | II     | 9       |
| 2002/03                        | Druga liga SR Јugoslavije – Grupa Sjever (Północ)     | II     | 8       |
| Serbia i Czarnogóra            |                                                       |        |         |
| 2003/04                        | Druga liga Srbije i Crne Gore – Grupa Sjever (Północ) | II     | 9       |
| 2004/05                        | Srpska liga (Grupa Vojvodina)                         | III    | 5       |
| 2005/06                        | Srpska liga (Grupa Vojvodina)                         | III    | 16      |
| Serbia                         |                                                       |        |         |
| 2006/07                        | Zonska liga (Vojvođanska liga Zapad)                  | IV     | 16 *    |
| 2007/08                        | Međuopštinska liga Vrbas-Bečej-Titel                  | VI     | 1       |
| 2008/09                        | PFL Novi Sad                                          | V      | 5       |
| 2009/10                        | PFL Novi Sad                                          | V      | 11      |
| 2010/11                        | PFL Novi Sad                                          | V      | 6       |
| 2011/12                        | PFL Novi Sad                                          | V      | 4       |
| 2012/13                        | PFL Novi Sad                                          | V      | 1       |
| 2013/14                        | Zonska liga (Vojvođanska liga Zapad)                  | IV     | 4       |
| 2014/15                        | Zonska liga (Bačka zona)                              | IV     | 7       |
| 2015/16                        | Zonska liga (Bačka zona)                              | IV     | 11      |
| 2016/17                        | Zonska liga (Vojvođanska liga Sjever)                 | IV     | 15      |
| 2017/18                        | PFL Subotica                                          | V      | 2       |
| 2018/19                        | Zonska liga (Vojvođanska liga Sjever)                 | IV     | 7       |
| 2019/20                        | Zonska liga (Vojvođanska liga Sjever)                 | IV     | 8 **    |
| 2020/21                        | Zonska liga (Vojvođanska liga Sjever)                 | IV     | ?       |

 * W 2007 roku FK Vrbas z powodu kłopotów finansowych zbankrutował i od sezonu 2007/08 klub rozpoczął występy w rozgrywkach od najniższego poziomu serbskich rozgrywek piłkarskich jako OFK Vrbas.
 ** Z powodu sytuacji epidemicznej związanej z koronawirusem COVID-19 rozgrywki sezonu 2019/2020 zostały zakończone po rozegraniu 17 kolejek.

## Sukcesy

### jako FK Vrbas
- mistrzostwo Republičkiej ligi – Grupa Vojvodina (III liga) (4x): 1974, 1977, 1979 i 1983 (awanse do Drugiej ligi SFR Јugoslavije).
- mistrzostwo Republičkiej ligi – Grupa Vojvodina (III liga) (1x): 1973 (brak awansu do Drugiej ligi SFR Јugoslavije, po przegranych barażach).
- mistrzostwo Zonskiej ligi – Grupa Novi Sad-Syrmia (IV liga) (1x): 1970 (awans do Republičkiej ligi).
- wicemistrzostwo Međurepubličkiej ligi – Grupa Sjever (III liga) (1x): 1991 (awans do Drugiej ligi SFR Јugoslavije).
- wicemistrzostwo Srpskiej ligi – Grupa Vojvodina (III liga) (1x): 1998 (awans do Drugiej ligi SR Јugoslavije).
- wicemistrzostwo Republičkiej ligi – Grupa Vojvodina (III liga) (3x): 1971, 1972 i 1982.

### jako OFK Vrbas
- mistrzostwo PFL – Grupa Novi Sad (V liga) (1x): 2013 (awans do Zonskiej ligi).
- mistrzostwo Međuopštinskiej ligi – Grupa Vrbas-Bečej-Titel (VI liga) (1x): 2008 (awans do PFL).
- wicemistrzostwo PFL – Grupa Subotica (V liga) (1x): 2018 (awans do Zonskiej ligi).